# Série de pièces commémoratives américaines de la Déclaration des Droits
La série de pièces commémoratives américaines de la Déclaration des Droits est une série commémorative non circulante émise par la Monnaie des États-Unis en 1993 et frappée par les Monnaies de San Francisco et de Denver.
Elle est autorisée par la loi 102-281 du 13 mai 1992, qui prévoit l'émission d'une série de pièces commémoratives pour célébrer les dix premiers amendements de la Constitution des États-Unis, connus sous le nom de Charte ou Déclaration des Droits, et pour mettre en avant le rôle joué par James Madison dans leur adoption.
En plus de la pièce d'un dollar en argent, les pièces qui complètent la série commémorative en vertu de la même loi sont la pièce en or de cinq dollars et celle de cinquante cents en argent.

## Contexte
La déclaratioin des droits est l'ensemble constitué des dix premiers amendements à la Constitution des États-Unis. Elle limite les pouvoirs du gouvernement fédéral et garantit les libertés de la presse, la liberté de parole, la liberté de religion, la liberté de réunion, le droit de porter des armes et le droit de propriété. Adoptée par la Chambre des représentants le 21 août 1789 et le Congrès le 26 septembre suivant,, elle est ratifiée progressivement par les États fédérés, et prend effet le 15 décembre 1791, date de la ratification par la Virginie.
La Déclaration des droits est rédigée par James Madison et une commission spéciale. Madison est sans doute influencé par les débats de l'assemblée de Virginie et par une brochure regroupant les amendements proposés par les États fédérés. Il a pour ambition de limiter les pouvoirs de l'État central, mais aussi d'octroyer des droits individuels aux citoyens américains. Mais il ne concernw que l'État fédéral et non les États fédérés.

## Législation
La série de la Déclaration des droits est autorisée par la loi publique 101-281, faisant partie de la loi sur la pièce commémorative de la Maison Blanche, le 13 mai 1992. Le 1er juin 1992, la trésorière des États-Unis, Catalina Vasquez Villalpando (en), annonce qu'un concours national serait organisé pour créer des dessins pour le programme de la pièce commémorative de la déclaration de droits. Ils doivent être reçus par la Monnaie américaine avant le 31 août 1992. Le communiqué de presse indique que la loi autorise une pièce de 5 $, en or ; une pièce en argent d'une valeur faciale de 1 $, et une pièce d'un demi-dollar en cupronickel.

## Dessin

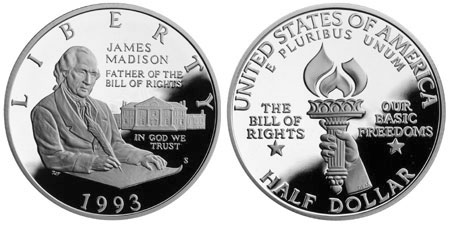
L'avers (gauche) et le revers (droite) du demi-dollar de la Déclaration des droits.

### Demi-dollar
L'avers du demi-dollar commémoratif de la Déclaration des droits, conçu par T. James Ferrell, présente James Madison rédigeant la Déclaration des droits avec Montpelier en arrière-plan. Le revers de la pièce, conçu par Dean McMullen, met en avant la torche de la liberté.

### Dollar
L'avers du dollar commémoratif de la Déclaration des droits, conçu par William Krawczewicz, présente un portrait de James Madison. Le revers de la pièce, conçu par Dean McMullen, met en avant la maison de James et Dolley Madison en Virginie, à Montpelier.

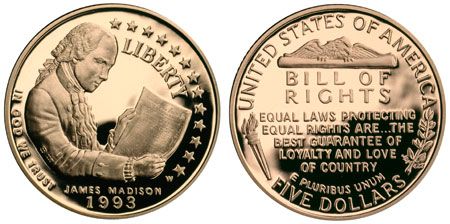
L'avers (gauche) et le revers (droite) du half eagle de la Déclaration des droits.

### Half eagle
L'avers du half eagle commémoratif de la Déclaration des droits, conçu par Scott R. Blazek, présente Madison étudiant la Déclaration des droits, avec treize étoiles le long du bord droit. Le revers de la pièce, conçu par Joseph D. Pena, met en avant une citation de Madison accentuée par un aigle, la torche de la liberté et une branche de laurier.

## Production et vente
La loi qui autorise l'émission de cette série commémoratif prévoit une émission maximale de 1 million d'exemplaires d'un demi-dollar, 900 000 pièces de 1 dollar et 300 000 half eagles. Les pièces sont produites à la Monnaie de Denver dans leur version brillant universel, tandis que la Monnaie de San Francisco se charge de la frappe des pièces avec une finition belle épreuve. L'émission est présentée et mise à la disposition du public le 22 janvier 1993.
Sa production s'élève à 101 917 half eagles, 632,384 pièces de 1 dollar pièces (534 001 en version belle épreuve et 98 383 en brillant universel) et 779 661 pièces d'un demi-dollar (586 315 en version belle épreuve et 193 346 en brillant universel ce qui totalise 1 513 962 exemplaires.
Ces pièces commémoratives sont commercialisées au prix de 11,50 et 12,50 dollars (respectivement brillant universel et belle épreuve) pour celles d'un demi-dollar ; 25 et 29 dollars (brillant universel et belle épreuve) pour celles d'un dollar et 205 et 220 dollars (brillant universel et belle épreuve) pour les half eagles. Conformément à la loi qui a autorisé cette émission, les bénéfices générés par sa commercialisation ont été destinés au James Madison Memorial Fellowship Trust Fund, pour la promotion de l'enseignement et de l'étude de la Constitution des États-Unis.